# Cuypersgenootschap
Het Cuypersgenootschap is een Nederlandse vereniging en een stichting, dat zich inzet voor het behoud van bouwkundig erfgoed. Het Cuypersgenootschap is opgericht op 15 januari 1984 en vernoemd naar de Roermondse architect en ontwerper Pierre Cuypers. De behoudacties en externe contacten gaan via de stichting. De overige activiteiten gaan via de vereniging.

## Doelstelling
Het Cuypersgenootschap heeft als doelstelling waardevolle stadsgezichten, bouwwerken en ander cultuurgoed tegen aantasting te beschermen. Hierbij ligt de focus op het behoud van bouwkundig erfgoed uit de periode 1850–1970 ook wel de ‘jongere bouwkunst’ genoemd. Cultuurgoed uit de periode 1850–1970 wordt in het algemeen minder hoog gewaardeerd dan objecten van eerdere datum, waardoor die objecten extra bescherming nodig hebben. Voortbrengselen uit de negentiende en twintigste eeuw kunnen een minstens even grote cultuurhistorische waarde vertegenwoordigen als oudere objecten.
Een onderwerp waarvoor het genootschap nadrukkelijk aandacht vraagt, is de bescherming van bouwkunst uit de periode van de Wederopbouw. Omdat deze objecten vaak jonger dan vijftig jaar zijn, komen zij niet in aanmerking voor bescherming door het Rijk. Juist omdat deze bouwkunst zo jong is, gaat men er vaak als vanzelfsprekend vanuit dat dergelijke bouwkunst geen waarde kan hebben. Het Cuypersgenootschap wil voorkomen dat Nederland waardevolle voorbeelden verliest van wat eveneens belangrijke elementen zijn in de Nederlandse cultuurgeschiedenis.

## Werkwijze
Het Cuypersgenootschap ontwikkelt initiatieven, stimuleert lokale acties en probeert eigenaren en overheden te bewegen zorgvuldig met het erfgoed om te gaan. Het heeft zich sterk gemaakt voor het behoud van vele tientallen gebouwen en complexen in geheel Nederland, vaak met positief resultaat.
Hierbij bewandelt het zowel de weg van het overleg en het zoeken van publiciteit, als de juridische weg. Op juridisch gebied heeft het genootschap sinds de oprichting een aanzienlijke kennis opgebouwd.

## Acties
In de loop van de tijd heeft het Cuypersgenootschap veel panden en ensembles van de slopershamer kunnen redden door acties te voeren, vaak in samenwerking met plaatselijke of landelijke belangenorganisaties. Veel van die acties waren succesvol waardoor overal in Nederland bouwwerken bewaard zijn gebleven die zonder de inzet van het Cuypersgenootschap alleen nog in fotoboeken zouden voortbestaan.
Enkele objecten die dankzij acties van het Cuypersgenootschap behouden zijn gebleven:
- Het Van Abbemuseum in Eindhoven;
- Haagse Rijksarchief;
- Talloze neogotische kerken in Friesland en kerken uit het Interbellum en van na de Tweede Wereldoorlog;
- Het interieur van de Beurs van Berlage in Amsterdam;
- De Teekenschool in Roermond.

## Monumentenprijs
In 1997 ontving de stichting de monumentenprijs van het Cultuurfonds als erkenning voor de bijzondere combinatie van activiteiten. Ondanks de toenemende aandacht in de media verdwijnt er nog steeds veel jongere bouwkunst die het behouden waard is. Dit betreft niet alleen woonhuizen of woonblokken maar ook industrieel of utilitair erfgoed.

## Publicaties
Het Cuypersgenootschap organiseert excursies en symposia. Verder geeft het genootschap het jaarboek De Sluitsteen uit met wetenschappelijke bijdragen en publiceert het viermaal per jaar nieuws en wetenschappelijke bijdragen in het Cuypersbulletin.